# Clarno (Wisconsin)
Clarno – miasto w Stanach Zjednoczonych, w stanie Wisconsin, w hrabstwie Green.